# Edward Gołoś
Edward Gołoś – polski „Sprawiedliwy wśród Narodów Świata”.

## Życiorys
W trakcie II wojny światowej mieszkał w Węgrowie, w dystrykcie warszawskim. W sierpniu 1943 r. przybył do niego Samuel Rajzman wraz z Arie Kudlikiem, którzy uciekli z Treblinki podczas buntu więźniów. Gołoś przyjął ich, ukrył w kryjówce na poddaszu stajni i przechowywał w tajemnicy. Gołoś wraz z rodziną dzielił się z podopiecznymi skromnym pożywieniem, nie oczekując niczego w zamian. Gołoś, który ratowanie prześladowanych Żydów uważał za obowiązek narodowy, z oddaniem opiekował się uciekinierami żydowskimi aż do wyzwolenia tych terenów w sierpniu 1944 r. 
25 października 1978 r. Instytut Jad Waszem uhonorował Edwarda Gołosia medalem „Sprawiedliwy wśród Narodów Świata”.